# Apollo Management
Apollo Management L.P. è una società statunitense di investimento private equity con sede a New York. È specializzata in operazioni di leveraged buyout, acquisti di titoli in sofferenza che comportano ristrutturazioni aziendali, situazioni speciali e consolidamenti del settore.
A partire da marzo 2018 Apollo ha gestito oltre 247 miliardi di dollari di impegni da parte degli investitori attraverso i suoi fondi di private equity, credito e fondi sovrani e altri veicoli di investimento, rendendola la seconda più grande società di gestione patrimoniale con sede negli Stati Uniti.
Al 31 marzo 2023, la società ha registrato 598 miliardi di dollari di asset in gestione.
Tra le società più importanti in cui hanno investito i fondi gestiti dalla società ci sono Barnes & Noble, Legendary Pictures, Università di Phoenix e Verizon Media.

## Storia
La società, originariamente indicata come Apollo Advisors, è fondata nel 1990 dall'ex banchiere di Drexel Burnham Lambert, la banca crollata proprio nel febbraio 1990, Leon Black, ex capo del dipartimento fusioni e acquisizioni di Drexel. Insieme a lui altri ex dipendenti di Drexel. Tra i fondatori più importanti John Hannan, ex co-direttore di Drexel della finanza internazionale,  Craig Cogut, un avvocato che lavora con la divisione high yield di Drexel a Los Angeles, Arthur Bilger, ex capo del dipartimento di finanza aziendale.  Altri soci fondatori: Marc Rowan, Josh Harris e Michael Gross, che hanno lavorato con Black nel reparto fusioni e acquisizioni, e Antony Ressler, che è stato vicepresidente senior nel dipartimento ad alto rendimento di Drexel.
Meno di sei mesi dopo il crollo di Drexel, i fondatori di Apollo hanno già avviato una serie di iniziative.  Apollo Investment Fund LP, il primo dei fondi di investimento di private equity, è costituito per effettuare investimenti in società in difficoltà.  Il primo fondo di Apollo raccoglie circa 400 milioni di dollari grazie alla reputazione di Black come uomo di spicco di Michael Milken e protagonista nel boom degli acquisti degli anni Ottanta.  Viene istituito anche Lion Advisors per fornire servizi di investimento a Crédit Lyonnais, che sta cercando di trarre profitto dai prezzi depressi nel mercato ad alto rendimento.
Nel suo portafoglio di investimenti vi sono diverse aziende, tra cui Caesars Entertainment Corporation, CEVA Logistics, Jacuzzi, Norwegian Cruise Line e Oceania Cruises.
Nel 5 giugno 2015 tramite Primavera Holdings S.r.l., Apollo Global Management ha acquisito Amissima Assicurazioni, ceduta poi cinque anni più tardi, nell'ottobre 2020, a HDI Assicurazioni.
Nel marzo 2021, Apollo ha annunciato che Leon Black si era dimesso da Amministratore Delegato e presidente dopo le rivelazioni di aver pagato a Jeffrey Epstein 158 milioni di dollari per la consulenza fiscale personale nel periodo dal 2012 al 2017. Marc Rowan è diventato A.D. dopo le dimissioni di Black.